# Tenhult
Tenhult – miejscowość (tätort) w Szwecji, w regionie administracyjnym (län) Jönköping, w gminie Jönköping.
Według danych Szwedzkiego Urzędu Statystycznego liczba ludności wyniosła: 3112 (31 grudnia 2015), 3157 (31 grudnia 2018) i 3160 (31 grudnia 2019).